# Rue des Prouvaires
La rue des Prouvaires est une voie publique du quartier des Halles, dans le 1er arrondissement de Paris, en France. 

## Situation et accès
Elle débute rue Saint-Honoré (no 48) dans le prolongement de la rue du Roule et débouche rue Berger (no 48) face à l’entrée du Jardin Nelson-Mandela (précédemment Jardin des Halles).

## Origine du nom
Elle doit son nom « rue des Prouvaires » ou « rue des Provoires » aux prêtres de Saint-Eustache qui l'ont habitée, dès le XIIIe siècle,,. « Prouvaire » est en moyen français le cas régime du mot « prêtre ». Exceptionnellement, c’est le cas régime qui ici a fini par disparaître mais après hésitation. On lit ainsi dans une chronique du XIVe siècle : « […] li provoires chantèrent leurs litanies par la ville, et gittèrent eau bénite par les hosteux. »

## Historique

### Du Moyen Âge à l'ancien régime
La rue des Prouvaires telle qu'elle existe aujourd'hui n'est qu'un petit tronçon de 53 mètres de long de la voie qui s'étendait initialement jusqu'à la rue Trainée située près de l'église Saint-Eustache. 
Cette voie est citée vers 1300 dans Le Dit des rues de Paris de Guillot de Paris sous la forme « rue à Prouvoires ».
Son nom fut au fil du temps déformé, en latin « vicus Presbyterorum », puis en vieux français « rue des Provoires », « rue des Provoirs », « rue des Prévoires », « rue des Preuvoires », « rue des Prouvoires », « rue des Provaires », « rue des Prouvelles », etc., ce qui finit par donner en moyen français le nom « rue des Prouvaires,, ».
Selon Jacques Hillairet cette rue était au Moyen Age l'une des plus belles de la capitale. En 1476, Louis XI fit loger dans une des demeures qui la bordaient le roi Alphonse V de Portugal (voir ci-dessous).
Elle est citée sous le nom de « rue des Provelles », dans un manuscrit de 1636 dont le procès-verbal de visite, en date du 22 avril 1636, indique qu'elle est « salle, boueuse et remplie d'immundices et de plus avons particulièrement veu quantité de fumiers compiliez avec boues, qui arrestent le cours des eaues des ruisseaux ».

#### Le séjour du roi d'Alfonse V du Portugal rue des Prouvaires
En 1476, Alphonse V, roi de Portugal, vient à Paris solliciter des secours contre Ferdinand d'Aragon, fils de Jean roi d'Aragon, qui lui a enlevé la Castille. Louis XI, qui a de grands embarras à surmonter et qui désire conserver l'amitié de Ferdinand sans toutefois compromettre l'alliance d'Alphonse V, commence par ordonner qu'on rendît dans tout son royaume les plus grands honneurs à son hôte. Dès qu'il arrive à Paris, il lui procure tous les agréments possibles, et le loge rue des Prouvaires, chez un nommé Laurent Herbelol, riche épicier, qui possède une demeure vraiment royale.
Flatté de cette réception, le roi de Portugal laisse passer quelques jours sans parler au roi de France du motif de son voyage. Enfin, après avoir observé très exactement toutes les convenances, Alphonse se rend à la Bastille, séjour ordinaire de Louis XI, lorsqu'il daigne venir à Paris. « Mon frère de Portugal, dit le roi de France, dès qu'il l'aperçut, nous vous prions de nous faire l'honneur d'aller avec nous au Palais, nous entendrons plaider une cause qui promet d'être intéressante. »
Charmé de cette nouvelle politesse, le Portugais ne peut décemment causer d'une autre affaire. Le lendemain, il revient à la Bastille. À peine ouvre-il la bouche, que Louis XI lui annonce qu'il a promis en son nom à l'évêque, d'assister à la réception d'un docteur en théologie, il est également conduit au Palais de Justice pour entendre la plaidoirie de deux avocats qui défendent une belle cause, puis il est convié à une visite des prisons du Grand-Châtelet. Pour le contraindre à rester dans sa demeure, il continue sur le même ton, en l'accablant de protestations d'amitié : « Nous avons ordonné pour le 1er décembre une procession de l'Université, qui doit avoir l'honneur de passer sous vos fenêtres. »
Alphonse V reçoit quelques jours après plusieurs messages qui l'engagent à retourner en Portugal. Il quitte la France sans avoir pu obtenir le secours qu'il demandait, mais trop pénétré cependant de l'accueil cordial que lui avait fait Louis XI, pour penser à devenir son ennemi,.

### La rue auXIXesiècle

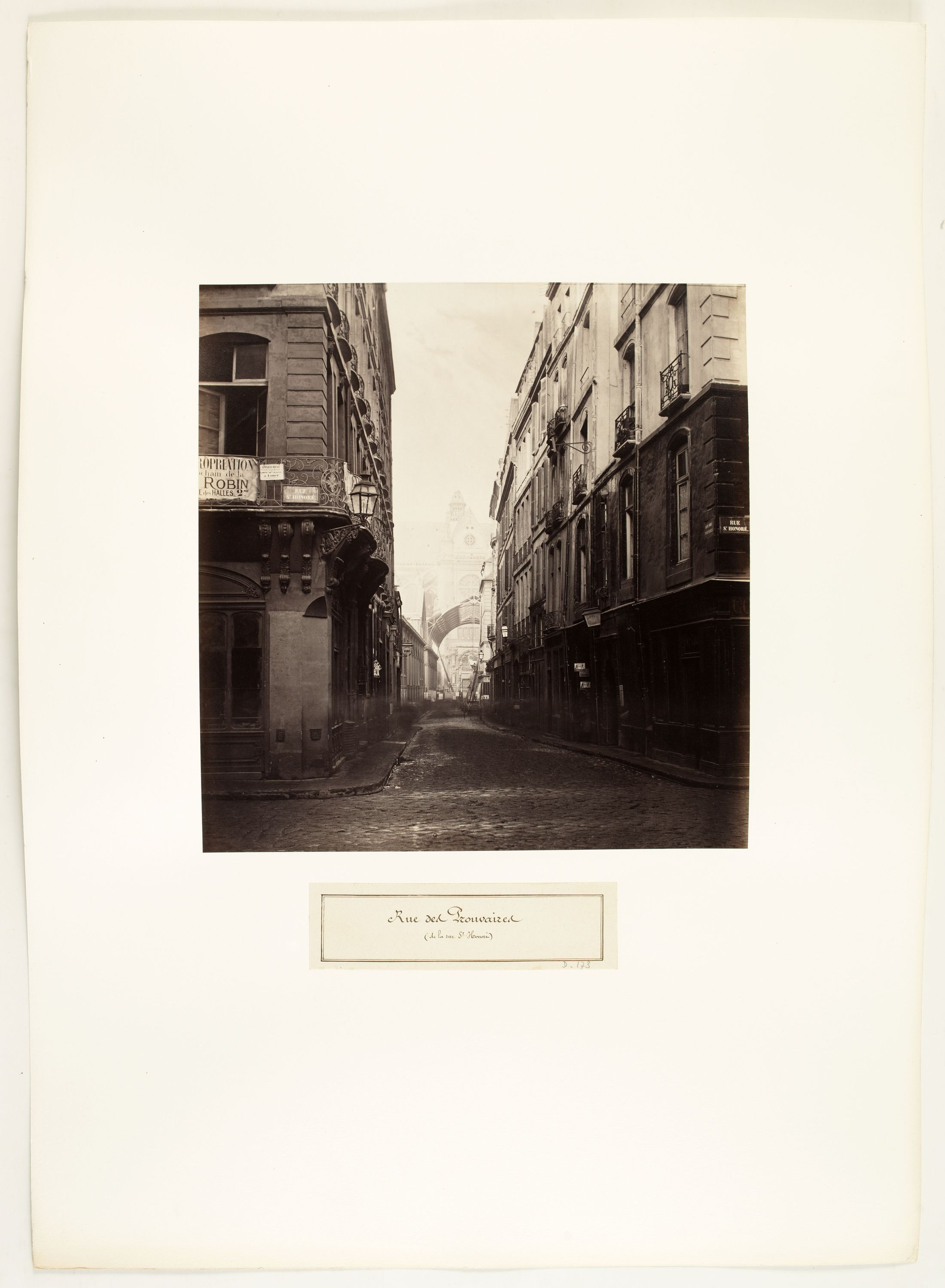
Rue des Prouvaires. Photographie de Charles Marville, vers 1865-1868.

Une décision ministérielle à la date du 9 germinal an XIII (30 mars 1805), signée Champagny, fixe la largeur de la rue des Prouvaires à 11 mètres.
En 1816, les maisons et propriétés des nos 21 à 43 sont démolies pour faciliter l'établissement du marché des Prouvaires. Une ordonnance royale du 15 janvier 1844 fixe la largeur de la voie à 13 mètres.
En 1817, la rue des Prouvaires commence 52-54, rue Saint-Honoré et finit 13-15, rue Trainée. Elle est alors située dans l'ancien 3e arrondissement, dans le quartier Saint-Eustache.
Les numéros de la rue, à l'époque d'une longueur de 224 mètres, sont alors noirs, le dernier numéro impair étant le no 45 et le dernier numéro pair était le no 40.
Le 1er février 1832, la police déjoue le complot dit « de la rue des Prouvaires » contre Louis-Philippe Ier.
Sa partie septentrionale fut supprimée dans les années 1860 pour faire place aux nouvelles halles centrales de Paris. Elle est alors réduite à sa partie méridionale (au sud de la rue Berger) passant de 199 mètres à 53 mètres,,. L'actuelle allée Jules-Supervielle qui se dirige dans la prolongation de la rue des Prouvaires à travers le jardin Nelson-Mandela en direction de l'église Saint-Eustache suit approximativement le tracé de cette section de rue disparue.

## Bâtiments remarquables et lieux de mémoire
- Alphonse V, roi de Portugal, loge dans cette rue, chez Laurent Herbelol, un riche épicier, en 1476.
- No 1 : Ferdinando Bosso, qui fonde en 1922 avec Luigi Campolonghi la Ligue italienne des droits de l'homme durant l'exil des antifascistes, et en 1927 la Concentrazione Antifascista Italiana, possède à cette adresse, avec ses frères, la société Bosso Frères, un commerce de fleurs et de peignes sculptés en écaille. La famille Bosso y vit de 1913 à 1995.
- No 1 : Jean Legaret y fonde le club des Prouvaires en 1956.

|                                                                                    |  |  |
| À gauche, l'endroit où est posée la plaque et, à droite, le texte de cette plaque. |  |  |

## Pour approfondir